# Dodecaceria cretacea
Dodecaceria cretacea är en ringmaskart som beskrevs av Voigt 1971. Dodecaceria cretacea ingår i släktet Dodecaceria och familjen Cirratulidae. Inga underarter finns listade i Catalogue of Life.